# Henri-Joseph Labory
Henri-Joseph Labory (Havelange, 1 maart 1843 – Velaine-sur-Sambre, 7 augustus 1882) was een Belgisch componist en militaire kapelmeester.

## Levensloop
Labory was een militaire muzikant en was van 1865 tot 1882 kapelmeester, onder andere van 19 januari 1865 tot 26 november 1871 van de Militaire muziekkapel van het 1e regiment Jagers te Paard (Premier Regiment de Chasseurs à Cheval).  Vervolgens was hij dirigent van de Militaire muziekkapel van het 1e Regiment Karabiniers Grenadiers tot 1882.
Daarnaast dirigeerde hij verschillende civiele blaasorkesten (harmonie- of fanfareorkesten) in België; zo was hij bijvoorbeeld de opvolger van Charles Panne als dirigent van de Koninklijke Harmonie Sinte-Cecilia 1807 Halle tot 1881. Hij componeerde verschillende werken voor harmonie- of fanfareorkest, die geprezen werden door zijn collega Paul Gilson. Van hem zijn tot nu bekend de Ouverture 1880 en de ouverture Une fête champêtre voor harmonie- of fanfareorkest.